# Lee Roy Martin
Lee Roy Martin (25 de abril de 1937 - 31 de maio de 1972), também conhecido como O Estrangulador de Gaffney (em inglês: The Gaffney Strangler) foi um estuprador e assassino em série norte-americano que matou quatro adolescentes e mulheres jovens na cidade de Gaffney, Carolina do Sul, entre maio de 1967 e fevereiro de 1968.
Foi assassinado na prisão, onde cumpria pena de prisão perpétua, em maio de 1972.

## Biografia
De acordo com o episódio ID: INÉDITO: Crimes Que Ficaram Na História ID 2020 • ID Investigação Discovery CRIMINAL, do canal ID Investigação Discovery no You Tube, Lee Roy Martin era um homem casado, com três filhos, que trabalhava numa fábrica. "Muita gente o conhecia. Era uma pessoa normal, um homem de família".
Dez anos antes dos assassinatos ele havia sido preso por agredir uma adolescente.

## Contexto
No final da dácada de 1960 em todo o cinturão do algodão a integração racial estava a dar os primeiros passos. Isto acontecia também em Gaffney, que segundo o episódio, "era uma cidade pequena onde todos se conheciam".
Foi no meio deste contexto que Bill Gibbons, editor do jornal Gaffney Ledger, recebeu uma ligação em 8 de fevereiro de 1968 onde um homem pediu que ele anotasse três histórias em três folhas de papel, que ele depois levou para o delegado. O homem deu a Gibbons o nome de três mulheres, endereços e informações como "uma pilha de arbustos". Em relação a um nome, Nancy Carol Parris, ele disse "descendo o rio perto da ponte People's Creek, ao lado de uma colina vão achar o corpo".

## Investigações e prisão
O delegado, Bill e um policial seguiram até a ponte indicada, onde encontraram o primeiro corpo. Segundo o ID, "ela estava nua, com o cabelo cobrindo parte do rosto. As pernas estavam ligeiramente abertas. Ela tinha uma marca azulada bem visível ao redor do pescoço". Posteriormente o legista concluiu que ela havia morrido por estrangulamento e a polícia confirmou que o corpo era realmente de Parris.
Após a descoberta do corpo, o delegado temeu o pior: que a polícia também encontrasse os cadáveres das outras duas mulheres citadas pelo anônimo, o que se confirmou. No caso de Annie Lucille Dedmond, morta meses antes, seu marido cumpria pena de prisão, acusado pelo crime.
O anônimo, em poucos dias, ligou outras vezes para Gibbons - a polícia então já havia grampeado o telefone do jornalista - e numa das conversas, no dia 12 de fevereiro, disse que era um psicopata e que se a polícia não o prendesse, os assassinatos continuariam. Ele fez sua última vítima, Opal Buckson, no dia seguinte ao da ligação.
Na manhã de 13 de fevereiro, Opal seguia por uma estrada rumo ao ponto de ônibus. Sua irmã Grace a acompanhava a uma distância de cerca de 50 metros e ao notar o rapto, correu para socorrê-la, conseguindo ver detalhes do veículo usado pelo sequestrador, que já se afastava: um Sedan de cor escura. Toda cidade de Gaffney [apesar da questão racial; Oprah era afroamericana] se uniu para procurar o suspeito e a vítima, e dois homens, Henri Transou e Lester Skinner, acabaram vendo um veículo igual ao da descrição numa área abandonada. Eles tiveram que manobrar o próprio carro e enquanto isto o suspeito conseguiu fugir. No entanto, Transou e Skinner seguiram o carro e conseguiram anotar o número da placa, o que levou a Lee Roy.
A polícia passou a monitorar Martin e, dias depois do sumiço de Opal, o encontrou lavando o carro para, possivelmente, se livrar de indícios, como impressões digitais. Os investigadores também descobriram que coincidentemente no dia do sumiço das jovens, o suspeito sempre havia faltado ao trabalho.
Apesar de não terem evidências que o ligassem diretamente aos crimes, os policiais prenderam Martin. Acreditando que ele queria chamar atenção, usaram a estratégia de fazer justamente o contrário, o ignoraram enquanto o levavam para a prisão, o que fez com que ele confessasse as mortes, contando detalhes de como havia cometido os assassinatos, inclusive o de que usava o seu cinto para estrangular as vítimas. No caso da morte de Parris, que havia sido raptada enquanto levava o cachorro para passear, ele disse: "eu sufoquei o cachorro e depois disse a ela que ele havia fugido". Lee Roy também disse que "saía de carro procurando mulheres que estavam andando sozinhas".

## As vítimas
Annie Lucille Dedmond: foi assassinada em 20 de maio de 1967. Seu marido tinha sido acusado pelo seu assassinato. Foi o terceiro corpo a ser encontrado, meses após o crime.
Nancy Carol Parris (20 anos): foi assassinada em 7 de fevereiro de 1968 enquanto passeava com o cachorro numa área arborizada. Seu corpo foi encontrado perto a uma ponte um dia depois. Foi a primeira vítima a ser encontrada. Ela havia sido estuprada e estrangulada.
Nancy Christine Rhinehart (14 anos): também conhecida apenas como Thine, desapareceu em 08 de fevereiro e foi encontrada cerca de uma semana depois. Era a vítima que estava debaixo da "pilha de arbustos" num matagal. Ela também havia sido estuprada e estrangulada e seu corpo tinha sinais de queimaduras de cigarro.
Opal Diane Buckson (15 anos): a última vítima do serial killer, foi assassinada em 13 de fevereiro de 1968, após ser raptada enquanto caminhava rumo ao ponto de ônibus numa estrada pouco movimentada. O corpo foi encontrado num matagal uma semana depois.

## Perfil das vítimas
Matou mulheres jovens. Três delas eram brancas e uma de suas vítimas, a última, era negra.

## Área de atuação
Matou e estuprou quatro mulheres na cidade de Gaffney entre maio de 1967 e fevereiro de 1968.

## Modus operandi
Martin atacava suas vítimas em áreas remotas, quando estavam sozinhas, depois as estuprava e a estrangulava usando seu cinto. Ele deixava os corpos igualmente em locais remotos, como matas.
Após preso, segundo o ID, ele revelou que manteve relações sexuais com o cadáver de Thine por cerca de uma semana.
Após sua prisão, uma colega de trabalho contou que no dia anterior ele havia insistido em lhe dar uma carona para casa, mas que ela acabou não aceitando porque esperava um familiar vir buscá-la.

## Perfil psicológico do criminoso
"O Martin adorava atenção e parecia até orgulhoso. Ele queria levar o crédito pelos assassinatos", disseram especialistas no episódio do canal ID. Os especialistas também creem que era durante o estrangulamento que ele se excitava sexualmente [algo comum entre os serial killers e que os diferenciam dos spreed killers, por exemplo; Gaffney, em 2009, também viveu o episódio do spreed killer Patrick Tracy Burris].
"A perversidade dele não tinha limites", disse um dos profissionais, que adicionou que ele "tinha se tornado um assassino em série muito perigoso e sexualmente perverso".
Martin havia chegado a ir ao enterro de Thine e oferecido condolências a seus familiares.